# WTA-toernooi van Eastbourne

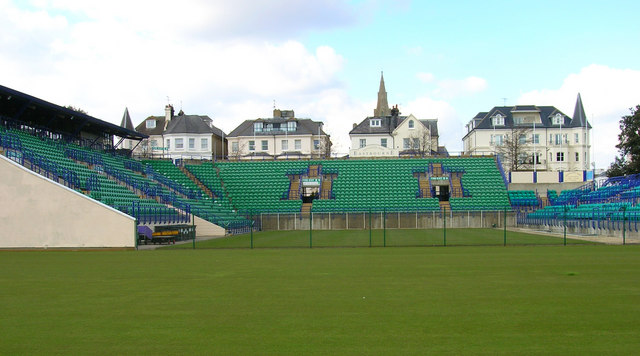
Het centre court van de Devonshire Park Lawn Tennis Club

Het WTA-toernooi van Eastbourne is een jaarlijks terugkerend tennistoernooi voor vrouwen dat onderdeel is van het tennistoernooi van Eastbourne en wordt georganiseerd in de Engelse kustplaats Eastbourne. Van oudsher wordt het toernooi gespeeld in de week voorafgaand aan Wimbledon. De officiële naam van het toernooi wisselt met de sponsor, en was laatstelijk Lexus Eastbourne Open.
De WTA organiseert het toernooi dat wordt gespeeld op gras en jarenlang (2009–2024) in de categorie "Premier" c.q. WTA 500 viel. De eerste editie werd in 1972 gehouden. In de periode 2009–2014 werd tegelijk ook het toernooi voor de mannen gehouden: het ATP-toernooi van Eastbourne. Na twee jaren van scheiding werd de WTA/ATP-combinatie in 2017 hervat.
Traditiegetrouw eindigt het toernooi op zaterdag, om de speelsters een dag ruimte te bieden alvorens Wimbledon op maandag begint.
In de periode 2015–2019 was het speelstersveld in het enkelspelhoofdtoernooi uitgebreid van 32 naar 48 deelneemsters. Daarom begon het toernooi in die periode een dag eerder (op zondag in plaats van maandag). Na de coronapandemie in 2020 werd het toernooi in 2021 terug met 32 speelsters hernomen, met een start op maandag. Dit bleek slechts éénmalig: in 2022 hervatte men het veld van 48 speelsters en een start op zondag. Op zijn beurt bleek dit éénmalig: in 2023 werd terug met 32 deelneemsters gespeeld, met een start op maandag. In 2024 werd het speelstersveld nog gereduceerd tot 28, met een eersterondevrijstelling voor de top vier. In 2025 degradeerde het toernooi naar de categorie WTA 250, met 32 enkelspeldeelneemsters.

## Officiële toernooinamen
Het toernooi heeft meerdere namen gekend, afhankelijk van de hoofdsponsor:
- 1972: Rothmans South of England Championships
- 1974: John Player Championships
- 1975: Eastbourne International
- 1976–1979: Colgate International
- 1980–1983: BMW Championships
- 1984: Eastbourne
- 1986–1992: Pilkington (Glass) Championships
- 1993–1994: Volkswagen Cup
- 1995–2000: Direct Line (International) Championships
- 2001–2002: Britannic Asset Championships
- 2003–2006: Hastings Direct International Championships
- 2007–2008: International Women's Open
- 2009–2017: Aegon International
- 2018–2019: Nature Valley International
- 2021: Viking International
- 2022–2024: Rothesay International
- 2025–heden: Lexus Eastbourne Open

## Meervoudig winnaressen enkelspel
| speelster             | aantal titels | in de jaren                      |
| --------------------- | ------------- | -------------------------------- |
| / Martina Navrátilová | 11            | 1978, 1982–1986, 1988–1991, 1993 |
| Chris Evert           | 3             | 1974, 1976, 1979                 |
| Tracy Austin          | 2             | 1980, 1981                       |
| Chanda Rubin          | 2             | 2002, 2003                       |
| Justine Henin         | 2             | 2006, 2007                       |
| Caroline Wozniacki    | 2             | 2009, 2018                       |
| Karolína Plíšková     | 2             | 2017, 2019                       |

## Enkel- en dubbelspeltitel in één jaar
| speelster           | in het jaar |
| ------------------- | ----------- |
| Martina Navrátilová | 1982–1986   |
| Jana Novotná        | 1998        |

## Finales

### Enkelspel
| Datum      | Naam                                       | Cat.                                       | ($)                                        | Ondergrond                                 | Winnares                                   | Verliezend finaliste                             | Uitslag                                          |                                            |
| ---------- | ------------------------------------------ | ------------------------------------------ | ------------------------------------------ | ------------------------------------------ | ------------------------------------------ | ------------------------------------------------ | ------------------------------------------------ | ------------------------------------------ |
| 1972-06-19 | South of England Champ's                   |                                            | 11.200                                     | gras, buiten                               | Françoise Dürr                             | Judy Dalton                                      | 8-6, 6-3                                         |                                            |
| 1973       | geen toernooi                              | geen toernooi                              | geen toernooi                              | geen toernooi                              | geen toernooi                              | geen toernooi                                    | geen toernooi                                    | geen toernooi                              |
| 1974-06-17 | John Player Champ's                        |                                            |                                            | gras, buiten                               | Chris Evert                                | Virginia Wade                                    | 7-5, 6-4                                         |                                            |
| 1975-06-16 | Eastbourne International                   |                                            | 25.000                                     | gras, buiten                               | Virginia Wade                              | Billie Jean King                                 | 7-5, 4-6, 6-4                                    |                                            |
| 1976-06-14 | Colgate International                      |                                            | 25.000                                     | gras, buiten                               | Chris Evert                                | Virginia Wade                                    | 8-6, 6-3                                         |                                            |
| 1977       | geen toernooi                              | geen toernooi                              | geen toernooi                              | geen toernooi                              | geen toernooi                              | geen toernooi                                    | geen toernooi                                    | geen toernooi                              |
| 1978-06-19 | Colgate International                      |                                            | 75.000                                     | gras, buiten                               | Martina Navrátilová                        | Chris Evert                                      | 6-4, 4-6, 9-7                                    | details                                    |
| 1979-06-18 | Colgate International                      |                                            | 100.000                                    | gras, buiten                               | Chris Evert                                | Martina Navrátilová                              | 7-5, 5-7 13-11                                   | details                                    |
| 1980-06-16 | BMW Champ's                                |                                            | 125.000                                    | gras, buiten                               | Tracy Austin                               | Wendy Turnbull                                   | 7-6, 6-2                                         | details                                    |
| 1981-06-15 | BMW Champ's                                |                                            | 125.000                                    | gras, buiten                               | Tracy Austin                               | Andrea Jaeger                                    | 6-3, 6-4                                         | details                                    |
| 1982-06-14 | BMW Champ's                                |                                            | 150.000                                    | gras, buiten                               | Martina Navrátilová                        | Hana Mandlíková                                  | 6-4, 6-3                                         | details                                    |
| 1983-06-13 | BMW Champ's                                |                                            | 150.000                                    | gras, buiten                               | Martina Navrátilová                        | Wendy Turnbull                                   | 6-1, 6-1                                         | details                                    |
| 1984-06-18 | Eastbourne                                 |                                            | 175.000                                    | gras, buiten                               | Martina Navrátilová                        | Kathy Jordan                                     | 6-4, 6-1                                         | details                                    |
| 1985-06-17 | Pilkington Glass Champ's                   |                                            | 175.000                                    | gras, buiten                               | Martina Navrátilová                        | Helena Suková                                    | 6-4, 6-3                                         | details                                    |
| 1986-06-16 | Pilkington Glass Champ's                   |                                            | 200.000                                    | gras, buiten                               | Martina Navrátilová                        | Helena Suková                                    | 3-6, 6-3, 6-4                                    | details                                    |
| 1987-06-15 | Pilkington Champ's                         |                                            | 200.000                                    | gras, buiten                               | Helena Suková                              | Martina Navrátilová                              | 7-6, 6-3                                         | details                                    |
| 1988-06-13 | Pilkington Glass Champ's                   | Tier III                                   | 250.000                                    | gras, buiten                               | Martina Navrátilová                        | Natallja Zverava                                 | 6-2, 6-2                                         | details                                    |
| 1989-06-19 | Pilkington Glass Champ's                   | Tier II                                    | 300.000                                    | gras, buiten                               | Martina Navrátilová                        | Raffaella Reggi                                  | 7-6, 6-2                                         | details                                    |
| 1990-06-18 | Pilkington Champ's                         | Tier II                                    | 350.000                                    | gras, buiten                               | Martina Navrátilová                        | Gretchen Magers                                  | 6-0, 6-2                                         | details                                    |
| 1991-06-17 | Pilkington Glass Champ's                   | Tier II                                    | 350.000                                    | gras, buiten                               | Martina Navrátilová                        | Arantxa Sánchez                                  | 6-4, 6-4                                         | details                                    |
| 1992-06-15 | Pilkington Glass Champ's                   | Tier II                                    | 350.000                                    | gras, buiten                               | Lori McNeil                                | Linda Wild                                       | 6-4, 6-4                                         | details                                    |
| 1993-06-14 | Volkswagen Cup                             | Tier II                                    | 375.000                                    | gras, buiten                               | Martina Navrátilová                        | Miriam Oremans                                   | 2-6, 6-2, 6-3                                    | details                                    |
| 1994-06-13 | Volkswagen Cup                             | Tier II                                    | 400.000                                    | gras, buiten                               | Meredith McGrath                           | Linda Wild                                       | 6-2, 6-4                                         | details                                    |
| 1995-06-19 | Direct Line Int'l Champ's                  | Tier II                                    | 430.000                                    | gras, buiten                               | Nathalie Tauziat                           | Chanda Rubin                                     | 3-6, 6-0, 7-5                                    | details                                    |
| 1996-06-17 | Direct Line Int'l Champ's                  | Tier II                                    | 363.000                                    | gras, buiten                               | Monica Seles                               | Mary Joe Fernandez                               | 6-0, 6-2                                         | details                                    |
| 1997-06-16 | Direct Line Int'l Champ's                  | Tier II                                    | 450.000                                    | gras, buiten                               | Jana Novotná Arantxa Sánchez               | finale bij een stand 6-5 afgebroken wegens regen | finale bij een stand 6-5 afgebroken wegens regen | details                                    |
| 1998-06-15 | Direct Line Int'l Champ's                  | Tier II                                    | 450.000                                    | gras, buiten                               | Jana Novotná                               | Arantxa Sánchez                                  | 6-1, 7-5                                         | details                                    |
| 1999-06-14 | Direct Line Int'l Champ's                  | Tier II                                    | 520.000                                    | gras, buiten                               | Natallja Zverava                           | Nathalie Tauziat                                 | 0-6, 7-5, 6-3                                    | details                                    |
| 2000-06-19 | Direct Line Int'l Champ's                  | Tier II                                    | 535.000                                    | gras, buiten                               | Julie Halard-Decugis                       | Dominique Van Roost                              | 7-6, 6-4                                         | details                                    |
| 2001-06-18 | Britannic Asset Champ's                    | Tier II                                    | 565.000                                    | gras, buiten                               | Lindsay Davenport                          | Magüi Serna                                      | 6-2, 6-0                                         | details                                    |
| 2002-06-17 | Britannic Asset Champ's                    | Tier II                                    | 585.000                                    | gras, buiten                               | Chanda Rubin                               | Anastasija Myskina                               | 6-1, 6-3                                         | details                                    |
| 2003-06-16 | Hastings Direct Int'l Champ's              | Tier II                                    | 585.000                                    | gras, buiten                               | Chanda Rubin                               | Conchita Martínez                                | 6-4, 3-6, 6-4                                    | details                                    |
| 2004-06-14 | Hastings Direct Int'l Champ's              | Tier II                                    | 585.000                                    | gras, buiten                               | Svetlana Koeznetsova                       | Daniela Hantuchová                               | 2-6, 7-6, 6-4                                    | details                                    |
| 2005-06-13 | Hastings Direct Int'l Champ's              | Tier II                                    | 585.000                                    | gras, buiten                               | Kim Clijsters                              | Vera Doesjevina                                  | 7-5, 6-0                                         | details                                    |
| 2006-06-19 | Hastings Direct Int'l Champ's              | Tier II                                    | 600.000                                    | gras, buiten                               | Justine Henin-Hardenne                     | Anastasija Myskina                               | 4-6, 6-1, 7-6                                    | details                                    |
| 2007-06-18 | International Women's Open                 | Tier II                                    | 600.000                                    | gras, buiten                               | Justine Henin                              | Amélie Mauresmo                                  | 7-5, 6-7, 7-6                                    | details                                    |
| 2008-06-16 | International Women's Open                 | Tier II                                    | 600.000                                    | gras, buiten                               | Agnieszka Radwańska                        | Nadja Petrova                                    | 6-4, 6-7, 6-4                                    | details                                    |
| 2009-06-15 | Aegon International                        | Premier                                    | 600.000                                    | gras, buiten                               | Caroline Wozniacki                         | Virginie Razzano                                 | 7-6, 7-5                                         | details                                    |
| 2010-06-14 | Aegon International                        | Premier                                    | 600.000                                    | gras, buiten                               | Jekaterina Makarova                        | Viktoryja Azarenka                               | 7-6, 6-4                                         | details                                    |
| 2011-06-13 | Aegon International                        | Premier                                    | 618.000                                    | gras, buiten                               | Marion Bartoli                             | Petra Kvitová                                    | 6-1, 4-6, 7-5                                    | details                                    |
| 2012-06-18 | Aegon International                        | Premier                                    | 637.000                                    | gras, buiten                               | Tamira Paszek                              | Angelique Kerber                                 | 5-7, 6-3, 7-5                                    | details                                    |
| 2013-06-17 | Aegon International                        | Premier                                    | 690.000                                    | gras, buiten                               | Jelena Vesnina                             | Jamie Hampton                                    | 6-2, 6-1                                         | details                                    |
| 2014-06-16 | Aegon International                        | Premier                                    | 710.000                                    | gras, buiten                               | Madison Keys                               | Angelique Kerber                                 | 6-3, 3-6, 7-5                                    | details                                    |
| 2015-06-21 | Aegon International                        | Premier                                    | 731.000                                    | gras, buiten                               | Belinda Bencic                             | Agnieszka Radwańska                              | 6-4, 4-6, 6-0                                    | details                                    |
| 2016-06-19 | Aegon International                        | Premier                                    | 776.878                                    | gras, buiten                               | Dominika Cibulková                         | Karolína Plíšková                                | 7-5, 6-3                                         | details                                    |
| 2017-06-25 | Aegon International                        | Premier                                    | 819.000                                    | gras, buiten                               | Karolína Plíšková                          | Caroline Wozniacki                               | 6-4, 6-4                                         | details                                    |
| 2018-06-24 | Nature Valley International                | Premier                                    | 917.664                                    | gras, buiten                               | Caroline Wozniacki                         | Aryna Sabalenka                                  | 7-5, 7-6                                         | details                                    |
| 2019-06-23 | Nature Valley International                | Premier                                    | 998.712                                    | gras, buiten                               | Karolína Plíšková                          | Angelique Kerber                                 | 6-1, 6-4                                         | details                                    |
| 2020       | toernooi geannuleerd wegens coronapandemie | toernooi geannuleerd wegens coronapandemie | toernooi geannuleerd wegens coronapandemie | toernooi geannuleerd wegens coronapandemie | toernooi geannuleerd wegens coronapandemie | toernooi geannuleerd wegens coronapandemie       | toernooi geannuleerd wegens coronapandemie       | toernooi geannuleerd wegens coronapandemie |
| 2021-06-21 | Viking International                       | WTA 500                                    | 565.530                                    | gras, buiten                               | Jeļena Ostapenko                           | Anett Kontaveit                                  | 6-3, 6-3                                         | details                                    |
| 2022-06-19 | Rothesay International                     | WTA 500                                    | 757.900                                    | gras, buiten                               | Petra Kvitová                              | Jeļena Ostapenko                                 | 6-3, 6-2                                         | details                                    |
| 2023-06-26 | Rothesay International                     | WTA 500                                    | 780.637                                    | gras, buiten                               | Madison Keys                               | Darja Kasatkina                                  | 6-2, 7-6                                         | details                                    |
| 2024-06-24 | Rothesay International                     | WTA 500                                    | 922.573                                    | gras, buiten                               | Darja Kasatkina                            | Leylah Fernandez                                 | 6-3, 6-4                                         | details                                    |
| 2025-06-23 | Lexus Eastbourne Open                      | WTA 250                                    | 389.000                                    | gras, buiten                               | Maya Joint                                 | Alexandra Eala                                   | 6-4, 1-6, 7-6                                    | details                                    |

### Dubbelspel
| Datum      | Naam                                       | Cat.                                       | ($)                                        | Ondergrond                                 | Winnaressen                                                 | Verliezend finalistes                            | Uitslag                                          |                                            |
| ---------- | ------------------------------------------ | ------------------------------------------ | ------------------------------------------ | ------------------------------------------ | ----------------------------------------------------------- | ------------------------------------------------ | ------------------------------------------------ | ------------------------------------------ |
| 1972-06-19 | South of England Champ's                   |                                            | 11.200                                     | gras, buiten                               | Lesley Hunt Betty Stöve                                     | Judy Dalton Françoise Dürr                       | 6-4, 6-8, 6-3                                    |                                            |
| 1973       | geen toernooi                              | geen toernooi                              | geen toernooi                              | geen toernooi                              | geen toernooi                                               | geen toernooi                                    | geen toernooi                                    | geen toernooi                              |
| 1974-06-17 | John Player Champ's                        |                                            |                                            | gras, buiten                               | Helen Gourlay Karen Krantzcke                               | Chris Evert Olga Morozova                        | 6-2, 6-0                                         |                                            |
| 1975-06-16 | Eastbourne International                   |                                            | 25.000                                     | gras, buiten                               | Julie Anthony Olga Morozova                                 | Evonne Goolagong Peggy Michel                    | 6-2, 6-4                                         |                                            |
| 1976-06-14 | Colgate International                      |                                            | 25.000                                     | gras, buiten                               | Chris Evert Martina Navrátilová Olga Morozova Virginia Wade | finale bij een stand 4-1 afgebroken wegens regen | finale bij een stand 4-1 afgebroken wegens regen |                                            |
| 1977       | geen toernooi                              | geen toernooi                              | geen toernooi                              | geen toernooi                              | geen toernooi                                               | geen toernooi                                    | geen toernooi                                    | geen toernooi                              |
| 1978-06-19 | Colgate International                      |                                            | 75.000                                     | gras, buiten                               | Chris Evert Betty Stöve                                     | Billie Jean King Martina Navrátilová             | 6-4, 6-7, 7-5                                    | details                                    |
| 1979-06-18 | Colgate International                      |                                            | 100.000                                    | gras, buiten                               | Betty Stöve Wendy Turnbull                                  | Ilana Kloss Betty-Ann Stuart                     | 6-2, 6-2                                         | details                                    |
| 1980-06-16 | BMW Champ's                                |                                            | 125.000                                    | gras, buiten                               | Kathy Jordan Anne Smith                                     | Pam Shriver Betty Stöve                          | 6-4, 6-1                                         | details                                    |
| 1981-06-15 | BMW Champ's                                |                                            | 125.000                                    | gras, buiten                               | Martina Navrátilová Pam Shriver                             | Kathy Jordan Anne Smith                          | 6-7, 6-2, 6-1                                    | details                                    |
| 1982-06-14 | BMW Champ's                                |                                            | 150.000                                    | gras, buiten                               | Martina Navrátilová Pam Shriver                             | Kathy Jordan Anne Smith                          | 6-3, 6-4                                         | details                                    |
| 1983-06-13 | BMW Champ's                                |                                            | 150.000                                    | gras, buiten                               | Martina Navrátilová Pam Shriver                             | Jo Durie Anne Hobbs                              | 6-1, 6-0                                         | details                                    |
| 1984-06-18 | Eastbourne                                 |                                            | 175.000                                    | gras, buiten                               | Martina Navrátilová Pam Shriver                             | Jo Durie Ann Kiyomura                            | 6-4, 6-2                                         | details                                    |
| 1985-06-17 | Pilkington Glass Champ's                   |                                            | 175.000                                    | gras, buiten                               | Martina Navrátilová Pam Shriver                             | Kathy Jordan Elizabeth Smylie                    | 7-5, 6-4                                         | details                                    |
| 1986-06-16 | Pilkington Glass Champ's                   |                                            | 200.000                                    | gras, buiten                               | Martina Navrátilová Pam Shriver                             | C Kohde-Kilsch Helena Suková                     | 6-2, 6-4                                         | details                                    |
| 1987-06-15 | Pilkington Champ's                         |                                            | 200.000                                    | gras, buiten                               | Svetlana Tsjerneva Larisa Savtsjenko                        | Rosalyn Fairbank Elizabeth Smylie                | 7-6, 4-6, 7-5                                    | details                                    |
| 1988-06-13 | Pilkington Glass Champ's                   | Tier III                                   | 250.000                                    | gras, buiten                               | Eva Pfaff Elizabeth Smylie                                  | Belinda Cordwell Dinky Van Rensburg              | 6-3, 7-6                                         | details                                    |
| 1989-06-19 | Pilkington Glass Champ's                   | Tier II                                    | 300.000                                    | gras, buiten                               | Katrina Adams Zina Garrison                                 | Jana Novotná Helena Suková                       | 6-3, opg.                                        | details                                    |
| 1990-06-18 | Pilkington Champ's                         | Tier II                                    | 350.000                                    | gras, buiten                               | Larisa Neiland Natallja Zverava                             | Patty Fendick Zina Garrison                      | 6-4, 6-3                                         | details                                    |
| 1991-06-17 | Pilkington Glass Champ's                   | Tier II                                    | 350.000                                    | gras, buiten                               | Larisa Neiland Natallja Zverava                             | Gigi Fernández Jana Novotná                      | 2-6, 6-4, 6-4                                    | details                                    |
| 1992-06-15 | Pilkington Glass Champ's                   | Tier II                                    | 350.000                                    | gras, buiten                               | Jana Novotná Larisa Neiland                                 | Mary Joe Fernandez Zina Garrison                 | 6-0, 6-3                                         | details                                    |
| 1993-06-14 | Volkswagen Cup                             | Tier II                                    | 375.000                                    | gras, buiten                               | Gigi Fernández Natallja Zverava                             | Larisa Neiland Jana Novotná                      | 2-6, 7-5, 6-1                                    | details                                    |
| 1994-06-13 | Volkswagen Cup                             | Tier II                                    | 400.000                                    | gras, buiten                               | Gigi Fernández Natallja Zverava                             | Inés Gorrochategui Helena Suková                 | 6-7, 6-4, 6-3                                    | details                                    |
| 1995-06-19 | Direct Line Int'l Champ's                  | Tier II                                    | 430.000                                    | gras, buiten                               | Jana Novotná Arantxa Sánchez                                | Gigi Fernández Natallja Zverava                  | 0-6, 6-3, 6-4                                    | details                                    |
| 1996-06-17 | Direct Line Int'l Champ's                  | Tier II                                    | 363.000                                    | gras, buiten                               | Jana Novotná Arantxa Sánchez                                | Rosalyn Fairbank-Nideffer Pam Shriver            | 4-6, 7-5, 6-4                                    | details                                    |
| 1997-06-16 | Direct Line Int'l Champ's                  | Tier II                                    | 450.000                                    | gras, buiten                               | Nicole Arendt Manon Bollegraf Lori McNeil Helena Suková     | finale afgelast wegens regen                     | finale afgelast wegens regen                     | details                                    |
| 1998-06-15 | Direct Line Int'l Champ's                  | Tier II                                    | 450.000                                    | gras, buiten                               | Mariaan de Swardt Jana Novotná                              | Arantxa Sánchez Natallja Zverava                 | 6-1, 6-3                                         | details                                    |
| 1999-06-14 | Direct Line Int'l Champ's                  | Tier II                                    | 520.000                                    | gras, buiten                               | Martina Hingis Anna Koernikova                              | Jana Novotná Natallja Zverava                    | 6-4, opg.                                        | details                                    |
| 2000-06-19 | Direct Line Champ's                        | Tier II                                    | 535.000                                    | gras, buiten                               | Ai Sugiyama Nathalie Tauziat                                | Lisa Raymond Rennae Stubbs                       | 2-6, 6-3, 7-6                                    | details                                    |
| 2001-06-18 | Britannic Asset Champ's                    | Tier II                                    | 565.000                                    | gras, buiten                               | Lisa Raymond Rennae Stubbs                                  | Cara Black Jelena Lichovtseva                    | 6-2, 6-2                                         | details                                    |
| 2002-06-17 | Britannic Asset Champ's                    | Tier II                                    | 585.000                                    | gras, buiten                               | Lisa Raymond Rennae Stubbs                                  | Cara Black Jelena Lichovtseva                    | 6-7, 7-6, 6-2                                    | details                                    |
| 2003-06-16 | Hastings Direct Int'l Champ's              | Tier II                                    | 585.000                                    | gras, buiten                               | Lindsay Davenport Lisa Raymond                              | Jennifer Capriati Magüi Serna                    | 6-3, 6-2                                         | details                                    |
| 2004-06-14 | Hastings Direct Int'l Champ's              | Tier II                                    | 585.000                                    | gras, buiten                               | Alicia Molik Magüi Serna                                    | Svetlana Koeznetsova Jelena Lichovtseva          | 6-4, 6-4                                         | details                                    |
| 2005-06-13 | Hastings Direct Int'l Champ's              | Tier II                                    | 585.000                                    | gras, buiten                               | Lisa Raymond Rennae Stubbs                                  | Jelena Lichovtseva Vera Zvonarjova               | 6-3, 7-5                                         | details                                    |
| 2006-06-19 | Hastings Direct Int'l Champ's              | Tier II                                    | 600.000                                    | gras, buiten                               | Svetlana Koeznetsova Amélie Mauresmo                        | Liezel Huber Martina Navrátilová                 | 6-2, 6-4                                         | details                                    |
| 2007-06-18 | International Women's Open                 | Tier II                                    | 600.000                                    | gras, buiten                               | Lisa Raymond Samantha Stosur                                | Květa Hrdličková Rennae Stubbs                   | 6-7, 6-4, 6-3                                    | details                                    |
| 2008-06-16 | International Women's Open                 | Tier II                                    | 600.000                                    | gras, buiten                               | Cara Black Liezel Huber                                     | Květa Hrdličková Rennae Stubbs                   | 2-6, 6-0, [10-8]                                 | details                                    |
| 2009-06-20 | Aegon International                        | Premier                                    | 600.000                                    | gras, buiten                               | A Amanmuradova Ai Sugiyama                                  | Samantha Stosur Rennae Stubbs                    | 6-4, 6-3                                         | details                                    |
| 2010-06-19 | Aegon International                        | Premier                                    | 600.000                                    | gras, buiten                               | Lisa Raymond Rennae Stubbs                                  | Květa Peschke Katarina Srebotnik                 | 6-2, 2-6, [13-11]                                | details                                    |
| 2011-06-13 | Aegon International                        | Premier                                    | 618.000                                    | gras, buiten                               | Květa Peschke Katarina Srebotnik                            | Liezel Huber Lisa Raymond                        | 6-3, 6-0                                         | details                                    |
| 2012-06-18 | Aegon International                        | Premier                                    | 637.000                                    | gras, buiten                               | N Llagostera Vives MJ Martínez Sánchez                      | Liezel Huber Lisa Raymond                        | 6-4, opg.                                        | details                                    |
| 2013-06-17 | Aegon International                        | Premier                                    | 690.000                                    | gras, buiten                               | Nadja Petrova Katarina Srebotnik                            | Monica Niculescu Klára Zakopalová                | 6-3, 6-3                                         | details                                    |
| 2014-06-16 | Aegon International                        | Premier                                    | 710.000                                    | gras, buiten                               | Chan Hao-ching Chan Yung-jan                                | Martina Hingis Flavia Pennetta                   | 6-3, 5-7, [10-7]                                 | details                                    |
| 2015-06-21 | Aegon International                        | Premier                                    | 731.000                                    | gras, buiten                               | Caroline Garcia Katarina Srebotnik                          | Chan Yung-jan Zheng Jie                          | 7-6, 6-2                                         | details                                    |
| 2016-06-19 | Aegon International                        | Premier                                    | 776.878                                    | gras, buiten                               | Darija Jurak Anastasia Rodionova                            | Chan Hao-ching Chan Yung-jan                     | 5-7, 7-6, [10-6]                                 | details                                    |
| 2017-06-25 | Aegon International                        | Premier                                    | 819.000                                    | gras, buiten                               | Chan Yung-jan Martina Hingis                                | Ashleigh Barty Casey Dellacqua                   | 6-3, 7-5                                         | details                                    |
| 2018-06-24 | Nature Valley International                | Premier                                    | 917.664                                    | gras, buiten                               | Gabriela Dabrowski Xu Yifan                                 | Irina-Camelia Begu Mihaela Buzărnescu            | 6-3, 7-5                                         | details                                    |
| 2019-06-23 | Nature Valley International                | Premier                                    | 998.712                                    | gras, buiten                               | Chan Hao-ching Latisha Chan                                 | Kirsten Flipkens Bethanie Mattek-Sands           | 2-6, 6-3, [10-6]                                 | details                                    |
| 2020       | toernooi geannuleerd wegens coronapandemie | toernooi geannuleerd wegens coronapandemie | toernooi geannuleerd wegens coronapandemie | toernooi geannuleerd wegens coronapandemie | toernooi geannuleerd wegens coronapandemie                  | toernooi geannuleerd wegens coronapandemie       | toernooi geannuleerd wegens coronapandemie       | toernooi geannuleerd wegens coronapandemie |
| 2021-06-21 | Viking International                       | WTA 500                                    | 565.530                                    | gras, buiten                               | Shuko Aoyama Ena Shibahara                                  | Nicole Melichar Demi Schuurs                     | 6-1, 6-4                                         | details                                    |
| 2022-06-19 | Rothesay International                     | WTA 500                                    | 757.900                                    | gras, buiten                               | Aleksandra Krunić Magda Linette                             | Ljoedmyla Kitsjenok Jeļena Ostapenko             | walk-over                                        | details                                    |
| 2023-06-26 | Rothesay International                     | WTA 500                                    | 780.637                                    | gras, buiten                               | Desirae Krawczyk Demi Schuurs                               | Nicole Melichar-Martinez Ellen Perez             | 6-2, 6-4                                         | details                                    |
| 2024-06-24 | Rothesay International                     | WTA 500                                    | 922.573                                    | gras, buiten                               | Ljoedmyla Kitsjenok Jeļena Ostapenko                        | Gabriela Dabrowski Erin Routliffe                | 5-7, 7-6, [10-8]                                 | details                                    |
| 2025-06-23 | Lexus Eastbourne Open                      | WTA 250                                    | 389.000                                    | gras, buiten                               | Marie Bouzková Anna Danilina                                | Hsieh Su-wei Maya Joint                          | 6-4, 7-5                                         | details                                    |